# 有楽町情報ライブラリー
有楽町情報ライブラリー（ゆうらくちょうじょうらいぶらりー）は、ニッポン放送で2013年4月1日から2015年6月18日まで放送していた情報番組である。

## 概要
ニッポン放送は、2013年上半期の番組編成にて編成された、情報番組で放送枠は10分と短くニッポン放送ニュース・交通情報・天気予報とともにニッポン放送の番宣やイベント情報告知で構成していた。
当初は月曜日の夜の番組の合間を縫って放送していたが、時期の変遷により、2013年秋改編では、土曜日の夜と日曜日の夜に編成されている。また、2015年上半期以降、レギュラー番組として編成される事が無くなったが、レギュラー番組の出演者の芸能人都合で番組休止等余儀なくされ、当該番組がつなぎ番組として復活したり、2016年以降は年末、年始編成にて特別版が編成される場合があり、リスナーからのメッセージ紹介や年末年始放送の特別番組の告知などを主に放送した。

## 放送時間

### 放送終了時点
- 月曜18:30 - 18:50（2015年4月 - 6月）

### 過去

#### レギュラー放送
- 月曜18:00 - 18:10、18:49 - 18:50、19:29 - 19:30、20:29 - 20:30、 21:29 - 21:30（2013年4月 - 9月）
- 水曜21:40 - 21:50（2014年10月 - 2015年3月）
- 日曜18:50 - 19:00（ニッポン放送ショウアップナイターのない日のレインコート・プログラムとして）（2013年4月 - 9月、2013年10月 - 2014年9月）
- 土曜21:20 - 21:30（2013年4月 - 9月）

#### スポット放送
- 土曜16:00 - 16:30（2016年1月2日）
- 金曜11:30 - 12:30（2016年12月30日）

※特番「垣花正の今夜はバリバリNight」（2012年8月20日）：スタジオ担当は箱崎みどり。垣花正が夜の東京を飛び回り上記時間帯にレポートをした特別企画。

## 出演者
肩書無しはニッポン放送のアナウンサー

### パーソナリティ

#### 放送終了時点
- 山本剛士

#### 過去
- 新保友映（月曜日[3]）（2013年4月 - 8月）
- 服部陽介（フリーアナウンサー、ニッポン放送報道部契約アナウンサー）日曜日（2013年4月 - 2014年3月）
- くり万太郎（ニッポン放送契約ディレクター、元アナウンサー）※土曜日（2013年10月 - ）
- 上柳昌彦（当時ニッポン放送アナウンサー）※日曜日（2014年4月 - 9月）
- 五戸美樹（水曜日）（2014年10月 - 2015年3月）
- 東島衣里（月曜日）（4月13日、4月27日、6月1日）
- ひろたみゆ紀（月曜日）（5月4日、5月11日、5月18日）